# انجمن صنعت ضبط موسیقی ایالات متحده آمریکا
انجمن صنفی ضبط موسیقی آمریکا (به انگلیسی: Recording Industry Association of America (RIAA)) یا به اختصار (آرآی‌ای‌ای) گروهی است حاصل از جمع نمایندگان شرکت‌های ضبط و نشر موسیقی ایالات متحده آمریکا. اعضای این گروه شامل شرکت‌های ضبط و نشر آثار موسیقی می‌شود که طبق تعریف آرآی‌ای‌ای توانایی ساخت، تولید و نشر تقریباً ۸۵٪ تمامی ضبط قانونی موسیقی و نشر آن را در آمریکا داشته باشند. شعبه اصلی این انجمن در شهر واشینگتن دی‌سی آمریکا قرار دارد.
آرآی‌ای‌ای در مدیریت و اعطای نشان‌ها و لیسانس‌های موسیقی دخالت دارد. همچنین این انجمن مسئولیت اعطای گواهینامه‌های آلبوم‌ها و تک‌آهنگ‌های گلد و پلاتینیوم را بر عهده دارد.
آرآی‌ای‌ای وظایف و اهداف خود را به شرح زیر معرفی کرده‌است:
- برای حمایت از مالکیت فکری جهانی و متمم اول قانون اساسی ایالات متحده آمریکا در احقاق حق حقوق هنرمندان.
- برای انجام تحقیقات در مورد شرکت‌های موسیقی.
- برای کنترل و بررسی موارد مربوط به قانون‌ها، آیین‌نامه و سیاست‌ها.